# Sidi Benyebka
Pour les articles homonymes, voir Kléber (homonymie).
Sidi Benyebka (anciennement Kléber) est une commune algérienne de la wilaya d’Oran, située à 30 km à l’est d'Oran.

## Géographie
|       | Mer Méditerranée |       |
| Gdyel | Sidi Benyebka    | Arzew |
|       | Hassi Mefsoukh   |       |

## Histoire
Le village centre est une des 39 colonies agricoles constituées en vertu du décret de l'Assemblée nationale française du 19 septembre 1848. Il est constitué sous le nom de Kléber, sur un territoire de 1 266 ha comprenant aussi son annexe de Muley Magoun.
Napoléon III signa un décret, le 31 décembre 1856, érigeant le centre de Gdyel en commune de plein exercice. En 1857, elle comprenait aussi les annexes de El Maghoun (Sainte-Léonie) (rattachée en 1872 à Arzew), Sidi Benyebka, Hassi Mefsoukh et Kristel.